# 薛侯戚
薛侯戚（?—?），是西周早期后段的薛国的国君，妊姓。
今山东省滕州市薛国故城内发掘出土的铸铭青铜器薛侯戚鼎，是载有薛侯戚名字的实物资料。薛侯戚鼎铭文为“薛侯戚作父乙鼎彝史”。吴镇烽《金文人名汇编》认为薛侯戚鼎是西周早期后段。